# Heidt (Hückeswagen)
Heidt ist eine Hofschaft in Hückeswagen im Oberbergischen Kreis im Regierungsbezirk Köln in Nordrhein-Westfalen (Deutschland).

## Lage und Verkehrsanbindung
Heidt liegt im westlichen Hückeswagen nahe dem größeren Ortsteil Wiehagen. Weitere Nachbarorte sind Winterhagen, Westhofen, Westhoferhöhe, Junkernbusch, Grünenthal und Kammerforsterhöhe. Die Ortschaft liegt in einem kleinen Areal, das von der Bundesstraße 237 (B237) und den Landesstraßen L101 und L68 eingeschlossen ist.
Bei Heidt entspringt ein Quellbach des Bachs Dörpe, der in die Dörpe-Vorsperre der Wuppertalsperre mündet.

## Geschichte
Möglicherweise wurde der Ort das erste Mal 1487 urkundlich erwähnt. Ein Wilhelm van dem Heyde ist in der Darlehensliste für Herzog Wilhelm III. von Berg aufgeführt, es ist aber nicht sicher, welches der Hückeswagener Orte Heide/Heidt/Heydt in dieser Urkunde gemeint ist. Die Schreibweise der Erstnennung war Heyde. Die Karte Topographia Ducatus Montani aus dem Jahre 1715 zeigt den Hof als a.Heid. Im 18. Jahrhundert gehörte der Ort zum bergischen Amt Bornefeld-Hückeswagen.
Im 18. Jahrhundert gehörte der Ort zum  bergischen Amt Bornefeld-Hückeswagen. 1815/16 lebten 22 Einwohner im Ort. 1832 gehörte Heidt unter dem Namen Heyd der Großen Honschaft an, die ein Teil der Hückeswagener Außenbürgerschaft innerhalb der Bürgermeisterei Hückeswagen war. Der laut der Statistik und Topographie des Regierungsbezirks Düsseldorf als Weiler kategorisierte Ort besaß zu dieser Zeit fünf Wohnhäuser und vier landwirtschaftliche Gebäude. Zu dieser Zeit lebten 31 Einwohner im Ort, zehn katholischen und 21 evangelischen Glaubens.
Im Gemeindelexikon für die Provinz Rheinland werden für 1885 sieben Wohnhäuser mit 70 Einwohnern angegeben. Der Ort gehörte zu dieser Zeit zur Landgemeinde Neuhückeswagen innerhalb des Kreises Lennep. 1895 besitzt der Ort sieben Wohnhäuser mit 49 Einwohnern, 1905 fünf Wohnhäuser und 30 Einwohner.